# 大彰化離岸風力發電場
彰化離岸風力發電計畫為中華民國政府的能源轉型綠能政策之一，涵蓋於前瞻基礎建設計畫中。該風場位於臺灣彰化縣外海35至60公里，包括東北、西北、東南、西南4個部份2個階段的開發案，皆已於2018年2月通過環評審查，運轉後將可為台灣280萬個家庭供電。

## 沿革
2016年底至2017年初期間，彰化縣政府、經濟部能源局接連與台灣電力公司、丹麥丹能、加拿大NPI等四家國內外廠商簽定合作備忘錄，預計總投資金額達新台幣8370億元。
2018年2月，沃旭能源（原丹能）宣布將於彰化縣投資全台首座百萬瓦（MW）等級的儲能設施計劃，彌補再生能源發電的不穩定特性。彰化縣縣長魏明谷表示，截至2018年3月，離岸風力在彰化的總投資金額已達新台幣1兆1920億元，未來4年彰化縣將獲得印花稅新台幣21億元，對提升彰化縣政府財政及挹注對縣民的福利與建設所需的資金十分有幫助。彰化離岸風力發電計畫預計到2025年前，將直接為彰化縣創造上萬個月薪新台幣6到12萬元不等的就業機會。
2019年4月30日，沃旭能源宣布做出大彰化東南及西南風場的最終投資決定（FID），將在2021至2022年於彰化外海的東南、西南兩個風場建造總容量900MW的離岸風場，後於2018年4月取得900MW併網容量，陸域工作則在2019年5月正式啟動。風場完工後，將可供應全台100萬家庭用戶全年所需綠電。
为保障风场设备安全，中华民国交通部航港局于2021年4月26日發布「彰化風場航道」及其航行指南，要求过往船舶经向主管机构報備后经特定路线航行。航道于10月26日实施。
2024年4月25日，沃旭能源宣布風場容量達900 MW的大彰化東南及西南第一階段離岸風場完工併聯。

## 國產化
東南及西南風場目前所提出的國產化方案，包括向臺灣中鋼、台灣國際造船、台塑重工等採購水下基礎及基樁等。而替代方案則包括成立產業基金輔導次級供應商、在台設立西門子歌美颯（Siemens Gamesa）機艙組裝廠、以及設立百萬瓦及儲能示範系統等。
另外，沃旭也與台灣大三商航運股份有限公司簽訂15年船舶租約，由大三商航運負責建造全球第一艘台灣籍運維作業船（Service operation vessel，簡稱SOV），採用先進科技提升離岸風場運維效率和人員安全。此類合作模式為亞太地區首例，船隻預計於2022年初完工，亦在台中港投資興建全新的運維中心，協助本地廠商取得離岸風場的長期運維業務。

## 設備

### 發電機組
| 階段     | 風力發電機類型                                        | 風力發電類型 | 機組數量 | 裝置容量（MW） | 商轉日期 | 狀態   |
| -------- | ----------------------------------------------------- | ------------ | -------- | -------------- | -------- | ------ |
| 第一階段 | 西班牙西門子歌美颯公司製8MW-167 DD型風力發電機（8MW） | 海域風力發電 | 111      | 900MW          | 2024年   | 商轉中 |
| 第二階段 |                                                       | 海域風力發電 |          | 920MW          | 2022年   | 施工中 |

## 來源
1. 1 2  . 沃旭能源.   [2020-05-09]. （原始内容存档于2021-11-02）.
2. ↑  . 沃旭能源.   [2020-05-09]. （原始内容存档于2021-04-19）.
3. ↑  廖德修. . 中時電子報. 2017-11-27  [2018-04-29]. （原始内容存档于2018-04-29） （中文）.
4. ↑   (PDF). archive.li. 2018-04-29  [2018-04-29]. （原始内容存档 (PDF)于2018-04-29） （中文）.
5. ↑  . 新唐人亞太電視台. 2016-12-21  [2018-04-29]. （原始内容存档于2018-04-29） （中文）.
6. ↑  江俞庭. . 蘋果日報. 2018-02-08  [2018-04-29]. （原始内容存档于2018-07-19） （中文）.
7. ↑  林宛諭. . 聯合新聞網. 2018-03-06  [2018-04-29]. （原始内容存档于2018-04-29） （中文）.
8. ↑  . 芋傳媒. 2018-03-23  [2018-04-29]. （原始内容存档于2019-03-31） （中文）.
9. ↑  . 科技新報 TechNews. 2019-11-08  [2020年5月9日]. （原始内容存档于2019年11月11日）.
10. ↑  . 沃旭能源.   [2020-05-09]. （原始内容存档于2021-04-19）.
11. ↑  沈美幸. . 中時電子報. 2019-06-25  [2020-02-02]. （原始内容存档于2019-06-27）.
12. ↑  . 交通部航港局. 2021-06-07  [2022-10-21]. （原始内容存档于2022-10-21）.
13. ↑  江睿智、宋健生. . 經濟日報. 2024-04-25  [2024-10-15]. （原始内容存档于2025-02-22）.
14. ↑  . 風傳媒. 2019-04-30  [2019-04-30]. （原始内容存档于2019-05-01） （中文）.
15. ↑  . 科技新報 TechNews. 2020-04-17  [2020年5月9日]. （原始内容存档于2020年4月24日）.

## 外部連結
- 彰化縣政府經濟暨綠能發展處（页面存档备份，存于）